# 玄帝庙
玄帝庙俗称“琉璃庙”，位于山西省运城市河津市樊村镇樊村东北角，是中华人民共和国全国重点文物保护单位之一。

## 历史
樊村玄帝庙是供奉真武大帝的道教庙宇，创建于明隆庆三年（1569年），完成于万历三十一年（1603年）。修建玄帝庙的官员中包括兵部尚书王崇古（1515—1588）、内阁首辅张四维（1526—1585）。1949年以后，玄帝庙被占用为粮库，“破四旧”时因此得以幸存了下来。

## 建筑
樊村玄帝庙前后三进院落，中轴线上包括山门、香亭、正殿、后殿四座明代建筑，共820平方米。山门三开间悬山顶。香亭为三重檐歇山顶的楼阁，面阔、进深均为三间。正殿面阔五间，进深四椽，重檐歇山顶。后殿面阔五间，进深六椽，悬山顶。樊村玄帝庙年久失修，损毁改建严重。屋面原本精美的蓝、绿色琉璃瓦已残缺不全。2014年，文物部门进行修复。                       

## 保护
2004年6月10日，公布为山西省文物保护单位，编号4-144。2013年3月5日，玄帝庙公布为第七批全国重点文物保护单位，编号7-0889-3-187。